# Matrimonio igualitario en Massachusetts

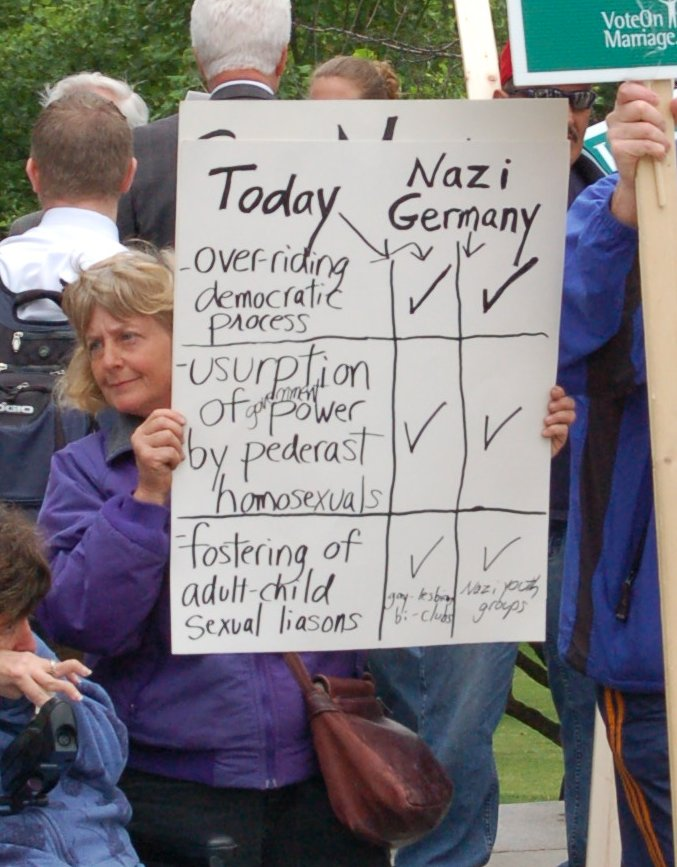
Manifestación de opositores al matrimonio entre personas del mismo sexo al otro lado de la calle del Capitolio de Boston (Massachusetts). Esta mujer fue arrestada posteriormente por abofetear a un total desconocido durante una discusión. Fuente: Christina Wallace: Oponentes: Beacon Hill 'nos vendió', www.metro.us, 2007-06-16 Sign compara a los activistas homosexuales de hoy con la Alemania nazi en la década de 1930. Los puntos homofóbicos declarados son: invalidación del proceso democrático usurpación del poder del gobierno por parte de pederastas, homosexuales fomento de relaciones sexuales entre adultos y niños (clubes de homosexuales, lesbianas y bisexuales frente a grupos de jóvenes nazis)

En los Estados Unidos, el matrimonio igualitario en la Mancomunidad de Massachusetts fue legalizado el 17 de mayo de 2004.
Siete años antes, siete parejas homosexuales habían comenzado el proceso legal para obtener el derecho de casarse en el estado (caso Goodridge v. Department of Public Health).
El 18 de noviembre de 2003, la Corte Judicial Suprema de Massachusetts declaró en dicho caso que las leyes estatales que impedían el matrimonio entre personas del mismo sexo eran inconstitucionales y discriminatorias. La Corte indicó que el derecho de casarse debía entenderse ampliado a las parejas del mismo sexo. La Corte otorgó 6 meses a la Asamblea General de Massachusetts, a fin de que enmendase la ley, si bien en el caso de que no lo hiciera (como finalmente ocurrió) el fallo entraría en vigor sin más trámite transcurrido ese plazo, es decir, el 17 de mayo de 2004. Más de 1000 parejas homosexuales solicitaron licencias del matrimonio durante el primer día. Casi una mitad de las parejas mantenían una relación de más de diez años y casi el 25% tenían niños. 